# Макаров, Николай Валентинович
Никола́й Валенти́нович Мака́ров (род. 15 марта 1962, Каир) — российский дипломат. Чрезвычайный и полномочный посланник 1 класса (2021).

## Биография
Окончил Московский государственный институт международных отношений (МГИМО) МИД СССР (1987) и факультет повышения квалификации при Дипломатической академии МИД России (2000). Владеет английским и арабским языками. На дипломатической работе с 1987 года.
В 1987—1991 годах — дежурный референт, старший референт-секретарь Посольства СССР в Судане.
В 1991—1993 годах — атташе Управления Ближнего Востока и Северной Африки МИД России.
В 1993—1997 годах — третий секретарь, второй секретарь Посольства России в Египте.
В 1997—2000 годах — второй секретарь, первый секретарь Департамента Ближнего Востока и Северной Африки МИД России.
В 2000—2004 годах — первый секретарь Посольства России в Кувейте.
В 2004—2006 годах — советник Департамента Ближнего Востока и Северной Африки МИД России.
В 2006—2011 годах — советник Посольства России в США.
В 2011—2018 годах — начальник отдела, заместитель директора Департамента Ближнего Востока и Северной Африки МИД России.
С 17 августа 2018 по 10 марта 2023 года — чрезвычайный и полномочный посол Российской Федерации в Кувейте.
С 2023 года — заместитель директора Департамента Ближнего Востока и Северной Африки МИД России.

## Дипломатический ранг
- Чрезвычайный и полномочный посланник 2 класса (10 июня 2017)[3]
- Чрезвычайный и полномочный посланник 1 класса (13 сентября 2021)[4].